# 塔巴采卡
塔巴采卡是非洲南部國家萊索托的城市，也是塔巴-采卡區的首府，位於該國中部，海拔高度2,200米，市內有銀行、郵政局和醫院，2004年人口約6,000。
29°32′S 28°36′E / 29.533°S 28.600°E